# Piotr z San Gemini
Piotr z San Gemini OFM, wł. Pietro da San Gemini (ur. w San Gemini, zm. 16 stycznia 1220 w Marrakeszu) − włoski franciszkanin, kapłan, męczennik chrześcijański, święty Kościoła katolickiego, czczony jako protomęczennik franciszkański.

## Życiorys
Pochodził z rodziny Bonantich. Urodził się w San Gemini w Umbrii. Miał być przyjęty do Zakonu Braci Mniejszych przez samego św. Franciszka z Asyżu. Wraz z Berardem z Carbio, Ottonem, Akursjuszem i Adjutem podczas drugiej kapituły franciszkanów w Asyżu w 1219, został wysłany na misje do "niewiernych" do Maroka. Na czele grupy stanął Berard, gdyż władał biegle językiem arabskim.
Berard i towarzysze, przez Hiszpanię i Portugalię, trafili do Maroka. Pojmani w Marrakeszu byli torturowani i zmuszani do przejścia na islam. Ścięto ich 16 stycznia 1220. Ciała przewieziono do Koimbry w Portugalii. Relikwie znajdują się w monasterze św. Krzyża.
Piotr z San Gemini został kanonizowany, wraz z pozostałymi towarzyszami, 7 sierpnia 1481 przez papieża Sykstusa IV, bulla Cum alias. Męczeństwo opisane zostało w Kronice Generałów Zakonu Braci Mniejszych.
Wspomnienie liturgiczne obchodzone jest w klasztorach i kościołach franciszkańskich 16 stycznia.